# 狼人之末日怒吼
狼人之末日怒吼(Werewolf: The Apocalypse)是白狼游戏制做室基于黑暗世界(World of Darkness)所做的一款桌上角色扮演游戏，在游戏里玩家办演狼人(Garou)以来对抗世界的城市化和其他的超自然生物。
狼人：《启示录》是白狼出版社的经典黑暗世界系列中的角色扮演游戏。其他相关产品包括名为Rage的可收藏纸牌游戏和几部小说（包括一个系列）。在游戏中，玩家扮演被称为"加鲁"的狼人的角色（来自法国的卢普加鲁）。这些狼人被锁在一场两面战线上，对抗城市文明的精神荒凉和试图带来启示的超自然腐败力量。游戏补充细节其他变形器。
与《黑暗世界》中的其他标题一起，《狼人》于2004年停刊。2005年3月14日，《黑暗新世界》的继承者《狼人：被遗弃》上映。
自2011年以来，作为"经典黑暗世界"系列一部分，这些书籍被重印。

## 前提
游戏的基本前提是玩家角色是加鲁。具体来说，玩家角色通常应该经过一些训练，作为加鲁，并成功地在被称为通过仪式的启动仪式。在此之后，他们被视为 Cliath 排名（参见排名）。通常玩家角色组成一个包，并一起工作，以获得其他加鲁的名声，使他们可以晋升的排名。
游戏发生在一个虚构的地球，一个秘密的世界，狼人，吸血鬼，和其他传说中的生物秘密生活在人类旁边。然而，它暗暗地反映了我们充满腐败、冷漠、暴力和绝望的世界。该设置也被描述为哥特式朋克。
加鲁战斗，以维护这个世界之前，所有的消极导致完全崩溃，名义上的启示。他们这样做是隐藏在公众的视线，并生活在一般人类的秘密。在他们的战争中，加鲁人经常捕杀人类和超自然生物，他们要么积极追求启示，要么在不知不觉中为世界末日做贡献，因为他们的寄生本性。这包括堕落的加鲁，吸血鬼，邪恶的灵魂，法师/巫师，和人类（和其他生物）拥有的恶魔。在这样做的时候，加鲁人认为自己是地球的免疫系统，一种时尚。
游戏的其他主题包括加鲁人无法像人类一样生活，尽管他们生来就是因诅咒而生的，与今天与灵魂的互动，在加鲁可以进入的领域里与物质世界分离。

## 假想的历史
根据加鲁的口述历史，他们一直有责任为盖亚维护自然的平衡。他们这样做的方法是，扑杀过度生长的种群，猎杀过于强大的掠食者，否则这些掠食者会肆无忌惮地狂暴，并抵御那些超越他们立场的超前精神。此外，他们相信三重奏的存在，三个神定义世界如何运作：织布是秩序和科学进步的神，Wyld是创造和混乱的神，而Wyrm是熵的神，并负责保留秩序和混乱之间的平衡。在某个时候，Weaver疯了，试图使整个Wyld的混乱秩序，这样做，被困在她的模式网络Wyrm，伤害它，同时也推动它疯狂，并使其寻求破坏盖亚的创造世界。
国家和城市的形成是人类对加鲁造成的第一次根本性变化。加鲁人通过对人类宣战来阻止它，这个时期被称为"无主战争"。在此期间，加鲁被认为破坏了人类大城市，阻碍了人类的科技和科学进步，甚至对任何特定地区的人类实行人口上限，在人类成长时杀死他们，有时还吃他们。太多。虽然《论语》可追溯到有记载的历史（发生在13，000至10，000年前的大约3，000年）之前的神话时代，但人类仍然对加鲁人怀有先天的恐惧。人类看到加鲁以混合（克里诺斯）的形式通常被一种称为"精神错乱"的情况所击中，这种恐慌和否认状态在很大程度上导致了现代人类对加鲁的存在的怀疑。大多数患有精神错乱的人类要么对导致它的事件记忆甚少，要么他们合理化，并记住动物攻击或精神病患者的工作。然而，在潜意识里，人类可能会厌恶狼和其他一般人，或者他们亲眼目睹的特定加鲁。记忆丧失或事件合理化，以及一般公众不知道狼人的存在的事实，被称为面纱（不要与物质和精神世界之间的神秘屏障，称为"鬼怪"） 混淆。
在《英罗》结束之后，加鲁人通过工业革命和现在，在人类的方向上保持了积极而微妙的作用。在此期间，加鲁人与其他费拉人开战，大幅减少了其他轮班者的数量，并彻底摧毁了至少2个费拉品种（阿皮斯是公牛，格隆德是野猪）;这一次被称为愤怒之战。愤怒战争在《愤怒》结束之后又持续了大约3000年，加鲁人声称，战争开始于古拉尔熊拒绝他们义务教导加鲁一个强大的仪式。
在1700-1800年代美国"驯服西方"期间，加鲁人不仅对新世界的费拉，而且对他们自己的兄弟，加鲁的美洲原住民部落（他们自称为"纯一"人）进行了第二次愤怒战争;在这场战争中，加鲁消灭了卡马佐兹人，并把他们的图腾，蝙蝠，疯狂和服务的Wyrm。欧洲加鲁（被纯人称为Wyrmcomers）的粗心进步也切断了神秘的纽带，抑制了强大的恶人（怀姆的精神仆人）。这个恶人捕获并吞噬了织布者的强大仆人，结合他们的本质，成为风暴-Eater。风暴-Eater将西方的乌姆布拉（精神世界）猛然推向一场可怕的狂潮，类似于一场尘世的风暴，获得了"风暴乌姆布拉"的绰号，并进一步威胁要带来一个早期的启示。风暴食者最终被13位加鲁长老的牺牲和静天之石的处决所重新束缚（由双月包发现，由怀姆福之家的银方以赛亚晨杀者领导）。

## 狼人(Garou)
狼人是被一种叫做盖亚的能力创造的，狼人可以随心所欲的变型，一共有5种形态：Homid(也就是人類型態，Human)、Lupus(狼型，wolf)、Glabro(強壯而粗暴的的人類型態)、Crinos(狼人形態)和Hispo(巨狼型態)。跟传统的传说并不一样，狼人并不残忍或疯狂，他们是大地和Umbra(精靈世界)的守护者。

### 社会
狼人并不喜欢独来独往，他们喜欢在行动时组成叫septs的队伍。狼人一共有16个部落，但是已有3个已叛变，现在一共有12个部落组成了狼人之国，他们是：
- Black Furies
- Bone Gnawers
- Children Of Gaia
- Fianna
- Get of Fenris
- Glass Walkers
- Red Talons
- Shadow Lords
- Silent Striders
- Silver Fangs
- Uktena
- Wendigo

剩下的部落有：
- Bunyip
- Croatan
- Black Spiral Dancers
- the Stargazers

1. ↑  巴哈姆特. . 巴哈姆特電玩資訊站.   [2024-10-31] （中文（臺灣））.